# 病的反射
病的反射（びょうてきはんしゃ）とは、中枢側にある上位運動ニューロンが傷害され、その下位運動ニューロンに対する抑制が消失し、正常では認められないような反射が出現するようになること。ただし乳幼児では正常児にもみられ、発達とともに消失する。発達の評価にも用いられることがある。
- 下顎反射(Jaw jerk reflex)

反射中枢は橋である。口を軽く開かせて検者の手指を下顎にあて、この手指の上をハンマーで叩くと、下顎が動き口を閉じる。明らかに認められれば亢進である。運動ニューロン疾患にて重要である。
- 口すぼめ反射(Snout reflex)
- ホフマン反射(Hoffmann's reflex)

反射中枢はC8～T1である。手関節を軽く背屈位とし、検者は患者の中指末節をはさみ、母指で患者の爪の部分を鋭く掌側にはじくと、母指の内転運動が起こる。
- ワルテンベルク反射(Wartenberg's reflex)

反射中枢はC6～T1である。前腕回外位として手指を軽く屈曲位とし、検者の示指と中指を患者の4本の手指の上に横におき、その上を叩くと母指の屈曲運動がおこる。正常では欠如ないし極めて軽度である。
- バビンスキー反射(Babinski's reflex)

反射中枢はL4～S1である。
- チャドック反射(Chaddock's reflex)

反射中枢はL4～S1である。
- トレムナー反射（Tromner's reflex）

反射中枢はC6～T1である。手関節を軽く背屈位、手指を軽く屈曲位とし、患者の中指末節の掌側を検者の中指で強くはじくと、母指の内転運動がおこる。

## 関連
- 神経内科
- 筋萎縮性側索硬化症
- 錐体路障害
- 深部腱反射